# Aleš Jindra
Aleš Jindra (Pilsen, Checoslovaquia, 12 de junio de 1973) es un ex-futbolista y actual entrenador de fútbol. En 2009 fue el entrenador del CFR Cluj.

## Biografía

### Jugador
Aleš Jindra jugó en varios equipos de su país. En la temporada 1999-00 ayuda a su equipo, el Viktoria Plzeň a ascender a la Gambrinus liga.
En 2001 se marcha a Alemania para jugar con el FC Augsburg una temporada. Unos años después, 2007,  decide volver durante un año a los terrenos de juegos uniéndose al SV Etzenricht, donde se retira como jugador.

### Entrenador
En 2008 Aleš Jindra consigue un puesto como segundo entrenador en el FK Baník Sokolov.
En enero de 2009 le llega la gran oportunidad, ficha por el CFR Cluj.

## Clubes

### Como jugador
| Club              | País            | Año       |
| ----------------- | --------------- | --------- |
| VTJ Karlovy Vary  | República Checa | 1993-1994 |
| FC Viktoria Plzeň | República Checa | 1994-1995 |
| FK Chmel Blšany   | República Checa | 1995-1999 |
| FC Viktoria Plzeň | República Checa | 1999-2000 |
| FK AS Pardubice   | República Checa | 2001      |
| FC Augsburg       | Alemania        | 2001-2002 |
| SV Etzenricht     | Alemania        | 2007      |

### Como entrenador
| Club     | País    | Año   |
| -------- | ------- | ----- |
| CFR Cluj | Rumania | 2009- |